# Amerila rhodopa
Amerila rhodopa là một loài bướm đêm thuộc phân họ Arctiinae, họ Erebidae.